# Division 2 1934-1935
La Division 2 1934-1935 è stata la seconda edizione della Division 2, la seconda serie del campionato francese di calcio. Composta da 16 squadre è stata vinta dal Metz.
Il capocannoniere è stato Jean Nicolas del Rouen con 30 gol.

## Classifica finale
| Pos. | Squadra           | G  | Punti | GF | GS | V  | N | P  |            |
| ---- | ----------------- | -- | ----- | -- | -- | -- | - | -- | ---------- |
| 1    | Metz              | 26 | 41    | 78 | 22 | 18 | 5 | 3  | Promossa   |
| 2    | Valenciennes      | 26 | 37    | 71 | 44 | 17 | 3 | 6  | Promossa   |
| 3    | Rouen             | 26 | 34    | 80 | 46 | 16 | 2 | 8  |            |
| 4    | RC Roubaix        | 26 | 33    | 63 | 45 | 14 | 5 | 7  |            |
| 5    | Lens              | 26 | 32    | 70 | 49 | 12 | 8 | 6  |            |
| 6    | Calais            | 26 | 31    | 79 | 62 | 12 | 7 | 7  |            |
| 7    | CA Paris          | 26 | 24    | 52 | 63 | 9  | 6 | 11 |            |
| 8    | Tourcoing         | 26 | 23    | 46 | 59 | 10 | 3 | 13 |            |
| 9    | Saint-Étienne     | 26 | 23    | 46 | 59 | 10 | 3 | 13 |            |
| 10   | Le Havre          | 26 | 22    | 56 | 72 | 8  | 6 | 12 |            |
| 11   | Caen              | 26 | 21    | 61 | 57 | 9  | 3 | 14 |            |
| 12   | Amiens            | 26 | 19    | 50 | 76 | 8  | 3 | 15 |            |
| 13   | Villeurbanne      | 26 | 14    | 45 | 35 | 5  | 4 | 17 |            |
| 14   | Hispano Bastidien | 26 | 10    | 40 | 98 | 3  | 4 | 19 |            |
| 15   | Club Français     | 0  | 0     | 0  | 0  | 0  | 0 | 0  | Retrocessa |
| 16   | Saint-Servan      | 0  | 0     | 0  | 0  | 0  | 0 | 0  | Retrocessa |

G = Partite giocate; V = Vittorie; N = Nulle/Pareggi; P = Perse; GF = Goal fatti; GS = Goal subiti; 